# Antenna del Mediterraneo
Antenna del Mediterraneo (AM) è un'emittente televisiva locale italiana con sede a Capo d'Orlando.
In Sicilia l'emittente è visibile sul canale 82 del Digitale Terrestre.

## Storia
Nata nell'autunno del 1987, è stata la seconda emittente del comprensorio dei Nebrodi a realizzare un telegiornale nel 1990 (la prima fu TeleNebrodi nel maggio del 1990). 
Il notiziario si chiamava "Mediterraneo Notizie" e a condurre la prima edizione del telegiornale di Antenna del Mediterraneo nell'ottobre del 1990 in edizione serale alle 20.15 è stata Tiziana Elisabetta Amato. 
In seguito venne lanciata l'edizione flash delle 18.00 condotta da Antonio Puglisi e Sergio Granata.
La redazione giornalistica, composta tra gli altri da Bruno Princiotta, Sergio Granata, Nino Dragotto, Marila Re, Salvatore Pintaudi e Giuseppe Pintaudi, all'epoca era coordinata dal professor Domenico Mòlica Colella, detto Mimmo Mòllica, che fu pure ideatore, autore e conduttore della trasmissione "Detto tra noi", talk show serale dedicato all'approfondimento. La trasmissione si occupò in maniera significativa delle vicende connesse alla cosiddetta "Primavera orlandina", con la nascita del primo movimento antiracket in Italia, e di quelle connesse a Tangentopoli.
L'inizio delle trasmissioni è avvenuto sul canale 53 UHF da Monte San Martino a Capo d'Orlando dove tuttora continua la sua regolare programmazione.
Dopo vari riposizionamenti dovuti a interferenze prodotte da canali televisivi irradianti da Monte Pellegrino a Palermo, la frequenza di diffusione si è attestata definitivamente sul canale 21.
Così come per i propri canali, nel tempo l'emittente ha vissuto diversi spostamenti di sede. Infatti la prima sede era in Via Cristoforo Colombo al numero civico 19; dopo tre anni circa la tv si spostò in Via Piave 125 per esigenze di spazio, tant'è che questi secondi studi erano più grandi rispetto ai precedenti.
All'inizio degli anni 2000 cambia ancora una volta sede trasferendosi negli attuali studi siti in Via Beppe Alfano 1, che risultano ancora più spaziosi e omogenei proprio per migliorare lo spazio televisivo per ogni tipo di trasmissione che l'emittente orlandina produce.
Agli inizi degli anni 90 diventa punto di riferimento per le principali testate giornalistiche nazionali fornendo immagini e servizi per i più importanti fatti di cronaca del territorio.
Dirette (per la prima volta viene trasmesso un evento sportivo attraverso satellite nel 2000) e speciali le permettono di consolidare la propria autorevolezza in tutto il territorio nebroideo. Da allora si sono fatti numerosi gli eventi coperti in diretta da tutta Italia ma riguardanti fatti locali.
Antenna del Mediterraneo è la tv ufficiale dell'Orlandina Basket.
Nel 2006 gli editori Enzo Sindoni e Giuseppe Ricciardo investono su una figura chiave per la trasformazione dei servizi offerti dalla società. Entra a far parte della azienda Enzo Craxì, ideatore e fondatore del sito di notizie www.amnotizie.it. Presto diventa un punto di riferimento per tutta provincia di Messina con le notizie aggiornate in tempo reale.
Dopo un periodo affidato alla direzione di Nuccio Carrara, nel quale capo della redazione giornalistica divenne Sergio Granata, la direzione è passata a Giuseppe Pintaudi, fratello di Salvatore, storico curatore della redazione sportiva che per tanti anni ha beneficiato del contributo di Claudio Argiri e di Massimiliano Gagliano.
Nell'estate del 2016 i fratelli Pintaudi lasciano l'emittente e la direzione è affidata a Sergio Granata. Insieme a Giuseppe Romeo, Massimo Natoli, Teresa Sanfilippo, Benedetto Orti Tullo e Maria Elena Caliò l'emittente cresce ancora, incrementando i visitatori del sito web (www.amnotizie.it) e raggiungendo i 60.000 follower sul social network Facebook.
All'inizio del 2018 lasciano, per motivi personali, Giuseppe Romeo e Teresa Sanfilippo ed alla redazione si uniscono Valentina De Caro e Martina Casilli.
Il 15 maggio 2019, all'età di 49 anni, a nove giorni dall'emorragia cerebrale che lo aveva colpito il direttore Sergio Granata muore prematuramente all'ospedale "Piemonte" di Messina, lasciando un vuoto nel mondo del giornalismo sui Nebrodi. Alla redazione si unisce Raffaele Valentino.
Dal 5 agosto 2021 al 27 giugno 2022, gran parte della programmazione dell'emittente viene ritrasmessa su AM - TeleNova, canale televisivo del gruppo palermitano Pubblimed (il cui nome precedente era TRM Telenova14): in questo modo l'emittente orlandina espande la propria copertura in Sicilia.